# Antônio Rodrigo Nogueira
Antônio Rodrigo Nogueira (* 2. Juni 1976) ist ein ehemaliger brasilianischer MMA-Kämpfer, der vor allem unter seinem Spitznamen Minotauro bekannt ist. Nogueira erlangte durch seine Erfolge in der Schwergewichtsklasse bei Pride FC weltweite Popularität und gilt als einer besten BJJ-Kämpfer der MMA-Geschichte. Sein Zwillingsbruder Antônio Rogério Nogueira ist ebenfalls professioneller Kampfsportler.

## Karriere
Minotauro startete seine Karriere beim legendären Brazilian Top Team und kämpfte anfangs hauptsächlich in Japan. Schnell erlangte er aufgrund seiner Bodenkampf- und Submission-Fähigkeiten Bekanntheit und gewann im Jahr 2001 beim King-of-Kings-Turnier seinen ersten großen Titel. Im November 2001 gewann Nogueira gegen Heath Herring die Pride-Schwergewichtsmeisterschaft und verteidigte sie bis Dezember 2002 gleich fünf Mal, unter anderem gegen Dan Henderson und Semmy Schilt. Sein Siegeszug kam erst im Mai 2003 zum Stillstand, als er Fedor Emelianenko nach Punkten unterlag und den Titel abgeben musste. Nach einer weiteren Siegesserie und dem Gewinn des Interimstitels gegen Mirko Filipović trafen Minotauro und Fedor erneut aufeinander. Der Kampf wurde jedoch wegen eines Cuts, den Emelianenko durch einen unbeabsichtigten Kopfstoß erhalten hatte, abgebrochen und zu einem „No Contest“ erklärt. Vier Monate später unterlag Nogueira im dritten Aufeinandertreffen wieder nach Punkten. Bei seinen restlichen sechs Pride-Kämpfen musste er sich lediglich Josh Barnett geschlagen geben, unternahm jedoch keinen weiteren Anlauf zum Gewinn des Schwergewichtstitels.
Nach dem Ende von Pride FC im Jahr 2007 wechselte Minotauro zur Ultimate Fighting Championship. Im Februar 2008 gewann er gegen Tim Sylvia bei UFC 81 den Interimstitel der Schwergewichtsklasse, verlor ihn aber noch im selben Jahr gegen Frank Mir, wobei er in diesem Kampf erstmals ausgeknockt wurde. Im August 2009 besiegte er UFC-Legende Randy Couture bei UFC 102 in einem spektakulären Kampf nach Punkten, der von der UFC als „Kampf des Jahres“ ausgezeichnet wurde. Es wurde jedoch zunehmend deutlich, dass Nogueira mit der neuen Generation von Schwergewichtskämpfern, die in der UFC heranreifte, nicht mehr Schritt halten konnte. Bei UFC 110 ging er gegen Cain Velasquez erneut K. o. Insgesamt konnte Minotauro nur drei seiner letzten neun Kämpfe gewinnen, wobei er fünf Mal vorzeitig gestoppt wurde, was ihm bei Pride FC nie widerfuhr. Seinen letzten Kampf absolvierte er bei UFC 190 in Rio de Janeiro, wo er Stefan Struve nach Punkten unterlag.

## MMA-Statistik
| Ergebnis   | Profi-Rekord | Gegner                                  | Datum              | Veranstaltung                            | Methode                                | Runde | Zeit  |
| ---------- | ------------ | --------------------------------------- | ------------------ | ---------------------------------------- | -------------------------------------- | ----- | ----- |
| Sieg       | 1-0          | David Dodd                              | 12. Juni 1999      | WEF – World Extreme Fighting 5           | Aufgabe (Crucifix)                     | 1     | 3:12  |
| Sieg       | 2-0          | Nate Schroeder                          | 9. Oktober 1999    | WEF 7 – Stomp in the Swamp               | Aufgabe (Armbar)                       | 1     | 1:52  |
| Sieg       | 3-0          | „The Python“ Valentijn Overeem          | 28. Oktober 1999   | Rings – King of Kings 1999 – Block A     | Technische Aufgabe (Keylock)           | 1     | 1:51  |
| Sieg       | 4-0          | Yuriy Kochkine                          | 28. Oktober 1999   | Rings – King of Kings 1999 – Block A     | Technische Aufgabe (Armbar)            | 1     | 0:40  |
| Sieg       | 5-0          | Jeremy Horn                             | 15. Januar 2000    | WEF 8 – Goin’ Platinum                   | Punktentscheidung (einstimmig)         | 3     | 8:00  |
| Sieg       | 6-0          | Andrei Kopylov                          | 26. Februar 2000   | Rings – King of Kings 1999 – Block A     | Punktentscheidung (Mehrheitsentscheid) | 2     | 5:00  |
| Niederlage | 6-1          | Dan „Hendo“ Henderson                   | 26. Februar 2000   | Rings – King of Kings 1999 – Block A     | Punktentscheidung (geteilt)            | 3     | 5:00  |
| No Contest | 6-1-1        | Tsuyoshi „TK“ Kosaka                    | 23. August 2000    | Rings – Millenium Combine 3              | Draw                                   | 2     | 5:00  |
| Sieg       | 7-1-1        | Achmed Labasanov                        | 9. Oktober 2000    | Rings – King of Kings 2000 – Block A     | Aufgabe (Armbar)                       | 1     | 1:38  |
| Sieg       | 8-1-1        | Kiyoshi Tamura                          | 9. Oktober 2000    | Rings – King of Kings 2000 – Block A     | Aufgabe (Armbar)                       | 2     | 2:29  |
| Sieg       | 9-1-1        | Magomedkhan „Volk Han“ Gamzatkhanov     | 24. Februar 2001   | Rings – King of Kings 2000 – Finals      | Punktentscheidung (einstimmig)         | 2     | 5:00  |
| Sieg       | 10-1-1       | Hiromitsu Kanehara                      | 24. Februar 2001   | Rings – King of Kings 2000 – Finals      | Aufgabe (Rear-Naked Choke)             | 2     | 0:27  |
| Sieg       | 11-1-1       | „The Python“ Valentijn Overeem          | 24. Februar 2001   | Rings – King of Kings 2000 – Finals      | Aufgabe (Rear-Naked Choke)             | 1     | 1:20  |
| Sieg       | 12-1-1       | Gary „Big Daddy“ Goodridge              | 29. Juli 2001      | Pride 15 – Raging Rumbles                | Aufgabe (Triangle Choke)               | 1     | 2:37  |
| Sieg       | 13-1-1       | „The Hammer“ Mark Coleman               | 24. September 2001 | Pride 16 – Beasts from the East          | Aufgabe (Triangle Armbar)              | 1     | 6:10  |
| Sieg       | 14-1-1       | “The Texas Crazy Horse” Heath Herring   | 3. November 2001   | Pride 17 – Championship Chaos            | Punktentscheidung (einstimmig)         | 3     | 5:00  |
| Sieg       | 15-1-1       | Enson „Yamato Damashi“ Inoue            | 24. Februar 2002   | Pride 19 – Bad Blood                     | Technische Aufgabe (Triangle Choke)    | 1     | 6:17  |
| Sieg       | 16-1-1       | Sanae Kikuta                            | 8. August 2002     | UFO – Legend                             | KO (Schläge)                           | 2     | 0:29  |
| Sieg       | 17-1-1       | „The Beast“ Bob Sapp                    | 28. August 2002    | Pride Shockwave                          | Aufgabe (Armbar)                       | 2     | 4:03  |
| Sieg       | 18-1-1       | Semmy „Hightower“ Schilt                | 24. November 2002  | Pride 17 – Championship Chaos 2          | Aufgabe (Triangle Choke)               | 1     | 6:36  |
| Sieg       | 19-1-1       | Dan „Hendo“ Henderson                   | 23. Dezember 2002  | Pride 24 – Cold Fury 3                   | Aufgabe (Armbar)                       | 3     | 1:49  |
| Niederlage | 19-2-1       | „The Last Emperor“ Fedor Emelianenko    | 16. März 2003      | Pride 25 – Body Blow                     | Punktentscheidung (einstimmig)         | 3     | 5:00  |
| Sieg       | 20-2-1       | Ricco „Suave“ Rodriguez                 | 10. August 2003    | Pride – Total Elimination 2003           | Punktentscheidung (einstimmig)         | 3     | 5:00  |
| Sieg       | 21-2-1       | Mirko „Cro-Cop“ Filipović               | 9. November 2003   | Pride FC – Final Conflict 2003           | Aufgabe (Armbar)                       | 2     | 1:45  |
| Sieg       | 22-2-1       | Hirotaka Yokoi                          | 25. April 2004     | Pride FC – Total Elimination 2004        | Aufgabe (Anaconda Choke)               | 2     | 1:25  |
| Sieg       | 23-2-1       | “The Texas Crazy Horse” Heath Herring   | 20. Juni 2004      | Pride FC – Critical Countdown 2004       | Punktentscheidung (einstimmig)         | 2     | 5:00  |
| No Contest | 24-2-2       | „The Last Emperor“ Fedor Emelianenko    | 20. Juni 2004      | Pride FC – Critical Countdown 2004       | No Contest (Unbeabsichtigter Cut)      | 1     | 3:52  |
| Niederlage | 24-3-2       | „The Last Emperor“ Fedor Emelianenko    | 31. Dezember 2004  | Pride – Shockwave 2004                   | Punktentscheidung (einstimmig)         | 2     | 5:00  |
| Sieg       | 25-3-2       | Paweł Nastula                           | 26. Juni 2005      | Pride FC – Critical Countdown 2005       | TKO (Schläge)                          | 1     | 8:38  |
| Sieg       | 25-3-2       | Kiyoshi Tamura                          | 26. Februar 2006   | Pride 31 – Dreamers                      | Aufgabe (Armbar)                       | 1     | 2:24  |
| Sieg       | 26-3-2       | Wagner „Zuluzinho“ Da Conceição Martins | 5. Mai 2006        | Pride FC – Total Elimination Absolute    | Aufgabe (Armbar)                       | 1     | 2:17  |
| Sieg       | 27-3-2       | Fabrício „Vai Cavalo“ Werdum            | 1. Juli 2006       | Pride FC – Critical Countdown Absolute   | Punktentscheidung (einstimmig)         | 3     | 5:00  |
| Niederlage | 27-4-2       | Josh Barnett                            | 10. September 2006 | Pride – Final Conflict Absolute          | Punktentscheidung (geteilt)            | 2     | 5:00  |
| Sieg       | 28-4-2       | Josh Barnett                            | 31. Dezember 2006  | Pride FC – Shockwave 2006                | Punktentscheidung (einstimmig)         | 3     | 5:00  |
| Sieg       | 29-4-2       | “The Texas Crazy Horse” Heath Herring   | 7. Juli 2007       | UFC 73 – Stacked                         | Punktentscheidung (einstimmig)         | 3     | 5:00  |
| Sieg       | 30-4-2       | “The Maine-Iac” Tim Sylvia              | 2. Februar 2008    | UFC 81 – Breaking Point                  | Aufgabe (Guillotine Choke)             | 3     | 1:28  |
| Niederlage | 30-5-2       | Frank Mir                               | 27. Dezember 2008  | UFC 92 – The Ultimate 2008               | TKO (Schläge)                          | 2     | 1:54  |
| Sieg       | 31-5-2       | „The Natural“ Randy Couture             | 29. August 2009    | UFC 102 – Couture vs. Nogueira           | Punktentscheidung (einstimmig)         | 3     | 5:00  |
| Niederlage | 31-6-2       | Cain Velasquez                          | 20. Februar 2010   | UFC 110 – Nogueira vs. Velasquez         | KO (Schläge)                           | 1     | 2:20  |
| Sieg       | 32-6-2       | Brandon „Big Brown“ Schaub              | 27. August 2011    | UFC 134 – Silva vs. Okami                | KO (Schläge)                           | 1     | 3:09  |
| Niederlage | 32-7-2       | Frank Mir                               | 10. Dezember 2011  | UFC 140 – Jones vs. Machida              | Technische Aufgabe (Kimura)            | 1     | 3:38  |
| Sieg       | 33-7-2       | Dave Herman                             | 13. Oktober 2012   | UFC 153 – Silva vs. Bonnar               | Aufgabe (Armbar)                       | 2     | 4:31  |
| Niederlage | 33-8-2       | Fabrício „Vai Cavalo“ Werdum            | 8. Juni 2013       | UFC on Fuel TV 10 – Nogueira vs. Werdum  | Technische Aufgabe (Armbar)            | 2     | 2:41  |
| Niederlage | 33-9-2       | Roy „Big Country Nelson“                | 11. April 2014     | UFC Fight Night 39 – Nogueria vs. Nelson | KO (Schläge)                           | 3     | 5:00  |
| Niederlage | 33-10-2      | Stefan „Skyscraper“ Struve              | 1. August 2015     | UFC 190 – Rousey vs. Correia             | Punktentscheidung (einstimmig)         | 3     | 5:00  |
| Sieg       | 34-10-2      | Patrick Cummins                         | 14. Mai 2016       | UFC UFC – 198 Werdum vs. Miocic          | KO (Schläge)                           | 2     | 04:51 |
| Niederlage | 34-11-2      | Ryan Bader                              | 19. November 2016  | UFC UFC Fight Night 100                  | TKO (Schläge)                          | 3     | 03:50 |
| Sieg       | 35-11-2      | Sam Alvey                               | 22. September 2018 | UFC UFC Fight Night: Santos vs. Anders   | TKO (Schläge)                          | 2     | 01:00 |
| Niederlage | 34-12-2      | Ryan Spann                              | 11. Mai 2019       | UFC UFC 237: Namajunas vs. Andrade       | KO (Schläge)                           | 1     | 02:07 |